# Просер (Вашингтон)
Просер (енгл. Prosser) град је у америчкој савезној држави Вашингтон. По попису становништва из 2010. у њему је живело 5.714 становника.

## Демографија
Према попису становништва из 2010. у граду је живело 5.714 становника, што је 876 (18,1%) становника више него 2000. године.
| Група             | 2000.         | 2010.         |
| Белци             | 3.298 (68,2%) | 3.334 (58,3%) |
| Афроамериканци    | 26 (0,5%)     | 30 (0,5%)     |
| Азијати           | 37 (0,8%)     | 116 (2,0%)    |
| Хиспаноамериканци | 1.421 (29,4%) | 2.123 (37,2%) |
| Укупно            | 4.838         | 5.714         |